# Дейр-эз-Зорский лагерь

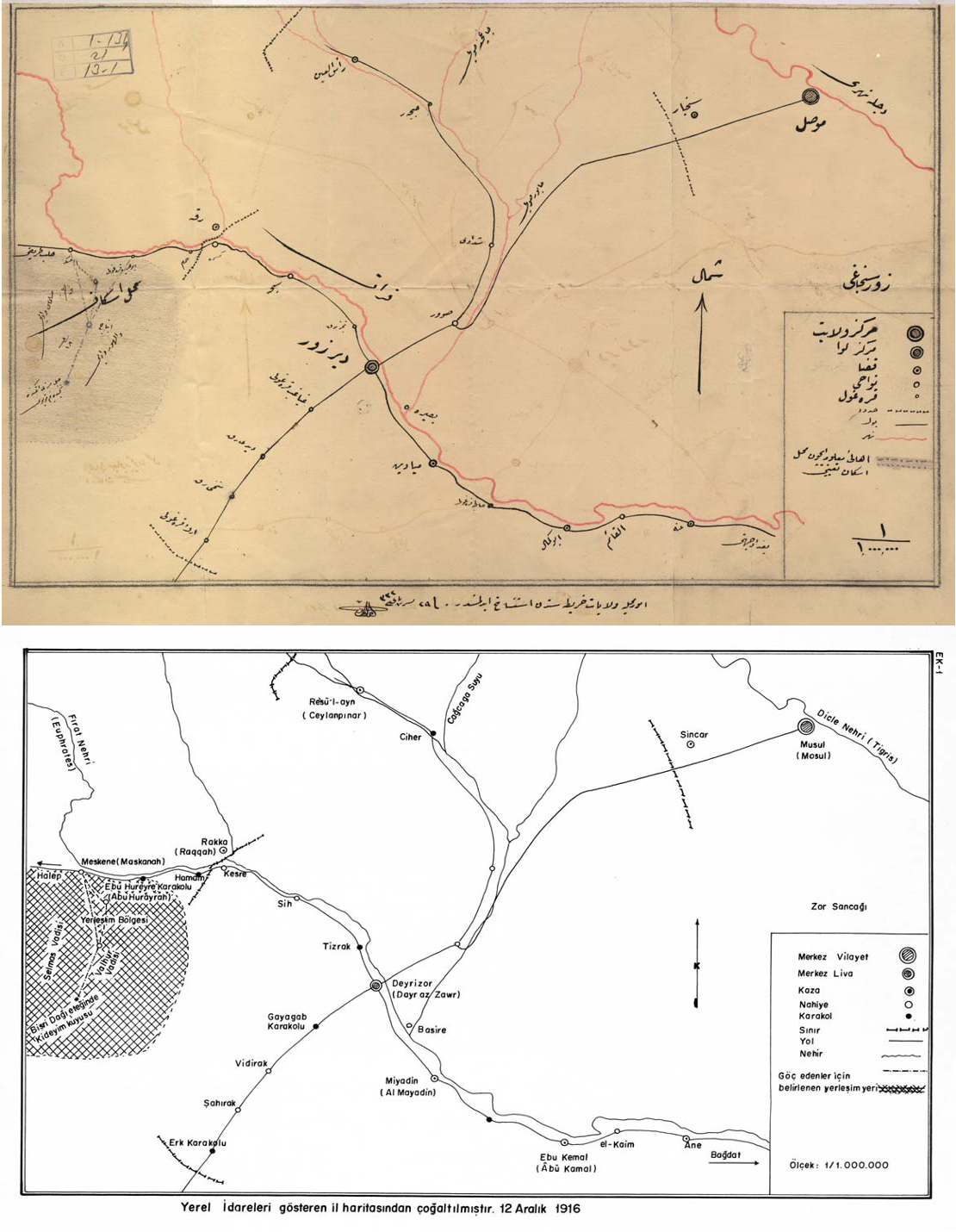
План лагеря с депортированными армянами, 1915 г.

Дейр-эз-Зорский концентрационный лагерь (арм. Դեր Զորի համակենտրոնացման ճամբար) — лагерь смерти в центре Сирийской пустыни около города Дейр-эз-Зор, куда во время геноцида армян в Османской империи после маршей смерти попадали тысячи депортируемых армян. Вице-консул США в Алеппо Джесси Б. Джексон подсчитал, что к востоку от Дейр-эз-Зора и к югу от Дамаска, насчитывалось 150 000 армянских беженцев.

## История
Армяне, выжившие во время геноцида в 1915-1916 годов, были изгнаны в двух направлениях: либо в сторону Дамаска, либо вдоль Евфрата до Дейр-эз-Зора. В начале периода массовых убийств 30 000 армян были заключены в разных лагерях за пределами города Дейр-эз-Зор. Они находились под защитой арабского губернатора Али Суад-Бея, пока власти Османской империи не решили заменить его на Салиха Зеки-Бея, который был известен своей жестокостью и варварством. Когда беженцы достигли Дейр-эз-Зора, они готовили траву, ели мёртвых птиц, и, хотя рядом с Дейр-эз-Зором была пещера, в которой заключённые могли находиться, пока не умерли от голода, ни один «лагерь», похоже, никогда не был запланирован для армян.
По данным Группы по правам меньшинств:
Те, кто выжил в долгом путешествии на юг, были загнаны в огромные концентрационные лагеря под открытым небом, самым мрачным из которых был Дейр-эз-Зор ... где они были уморены и убиты садистскими охранниками. Небольшое число заключённых бежало благодаря тайной защите дружественных арабов из деревень Северной Сирии.
По словам Кристофера Уолкера: «"депортация" была просто эвфемизмом для массовых убийств. Не было предусмотрено никаких условий для переезда или изгнания, и до тех пор пока они не могли подкупить своих охранников, почти во всех случаях были лишены еды и воды». Те, кто выжил, оказались между Джерабулусом и Дейр-эз-Зором, «огромным и ужасающим концентрационным лагерем под открытым небом».

## Геноцид армян
Османское правительство депортировало армян в сирийский город Дейр-эз-Зор и окружающую пустыню без каких-либо средств и запасов, которые были бы необходимы для поддержания жизни сотен тысяч людей во время и после их вынужденного марша в Сирийскую пустыню.
Мэр Дейр-эз-Зора Хадж Фадель аль-Абуд обеспечил их едой и жильём, а также средствами к существованию и обезопасил. Армяне вернули услугу Аль-Абуду, когда французская администрация приговорила его к смертной казни в Алеппо, они поддержали и защитили его. Приговор был заменён изгнанием в Джиср-эш-Шугур.

## Память

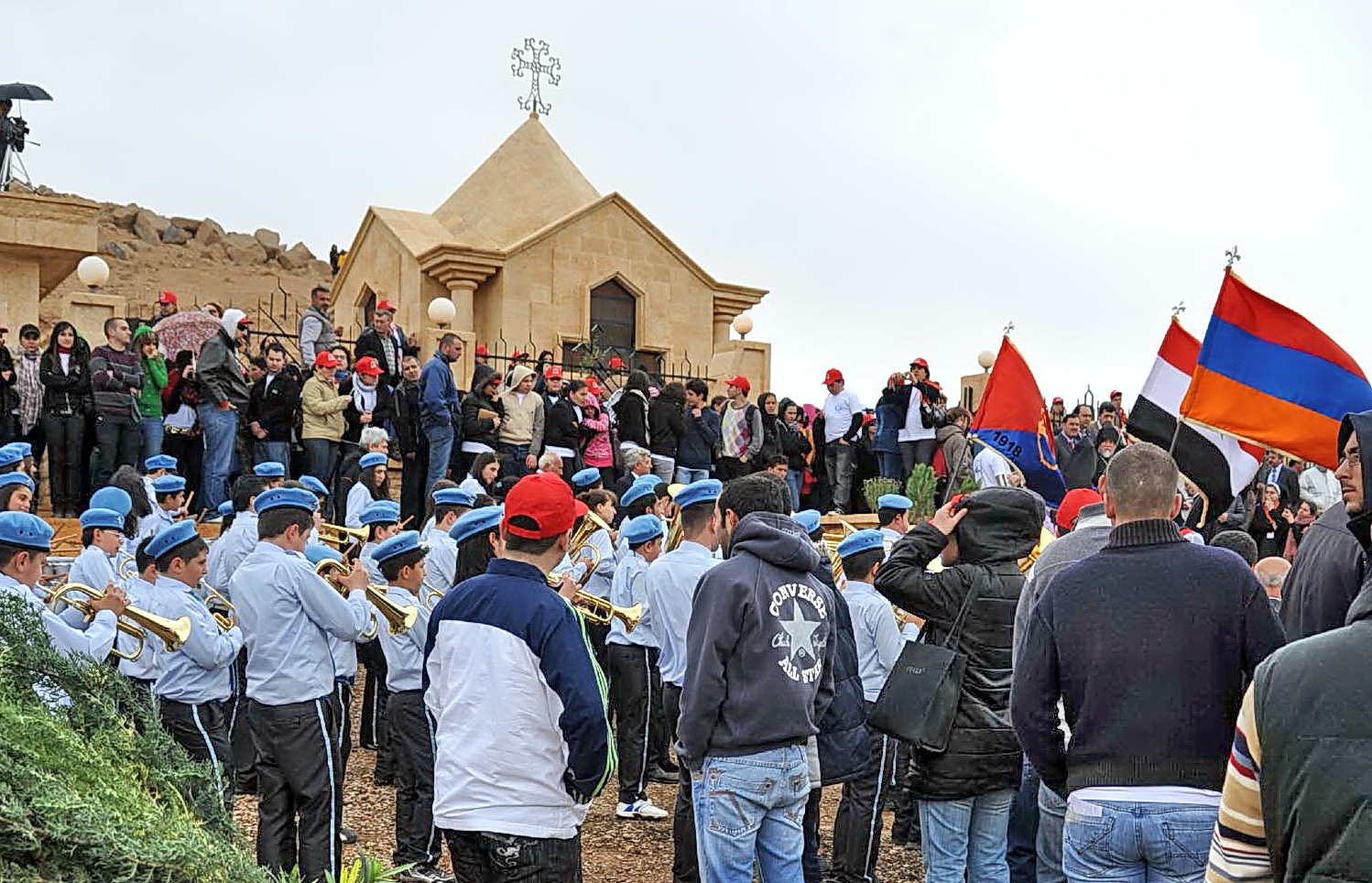
Армянские паломники собрались в сирийской деревне Маргаде возле Дейр-эз-Зора в 94-ю годовщину Геноцида армян, чтобы почтить память жертв.

В деревне Маргаде (88 км от Дейр-эз-Зора) построена армянская часовня, посвящённая убитым во время геноцида, в которой «хранятся кости умерших».
20 октября 2008 года Федеральный теневой министр финансов по вопросам конкуренции и дерегулирования Австралии, член Палаты представителей Австралии Джо Хоккей отметил:
В течение следующих [до 1915 года] три года турецкое правительство издало приказ о депортации оставшихся армян Османской империи в концентрационные лагеря в пустыне между Джерабулусом и Дейр-эз-Зором. Они прошли по стране тяжёлый и жестокий путь пешком. Женщины и дети были вынуждены идти по горам и пустыням. Эти люди часто были раздеты и подвергались насилию. Им не хватало еды и воды, и сотни тысяч армян по пути погибли.
Нуриза Матосян писала в «Армениан войс»:
В прошлом месяце я посетила пустыню Дейр-эз-Зор, поля смерти, пещеры и реки, где погибло миллион армян. Мне показали участок земли, где уровень поверхности опускается. Это место называется Место армян. Там было похоронено столько тысяч тел, что земля опускалась на протяжении последних 80 лет. Человеческие кости людей до сих пор выходят на поверхность.
«Для армян Дейр Зор имеет близкое к Освенциму значение», — писал Питер Балакян в «Нью-Йорк таймс». «Каждый из них — эпицентр смерти и систематических массовых убийств; каждый — символическое место, краткое, собирательное имя на тёмной карте. Дейр Зор — это термин, который прилипает к вам или застревает в вас, как заусенец или шип: "р", "з", "ор" — жёсткий, режущий пилой, колющий ножом».
Мемориал и музей были разрушены ИГИЛ в 2014 году. Они были отбиты обратно в 2017 году. Президент Башар Асад пообещал восстановить мемориал и музей, как часть восстановления Сирии.

## Галерея

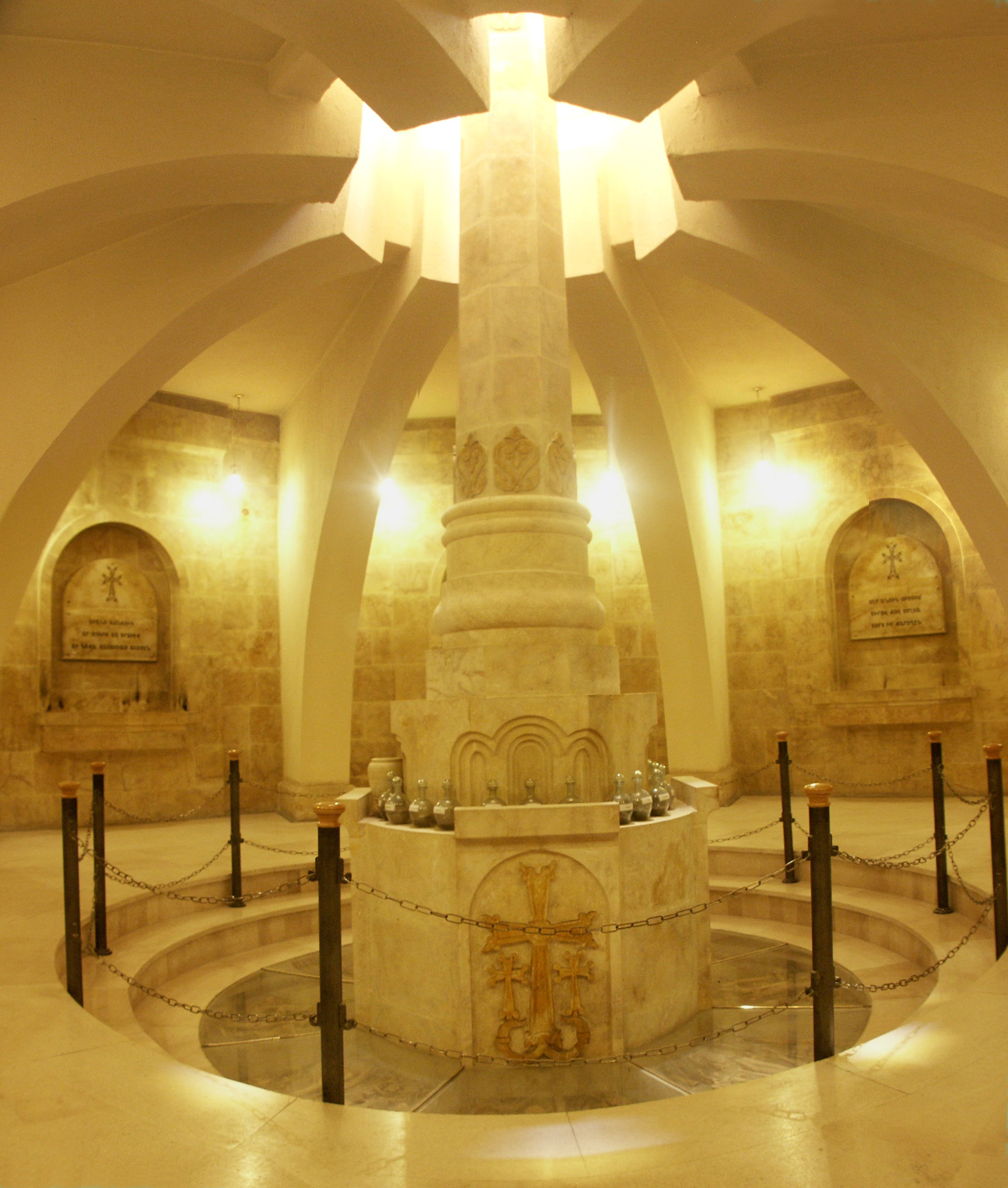
Музей геноцида армян в Дейр-эз-Зоре
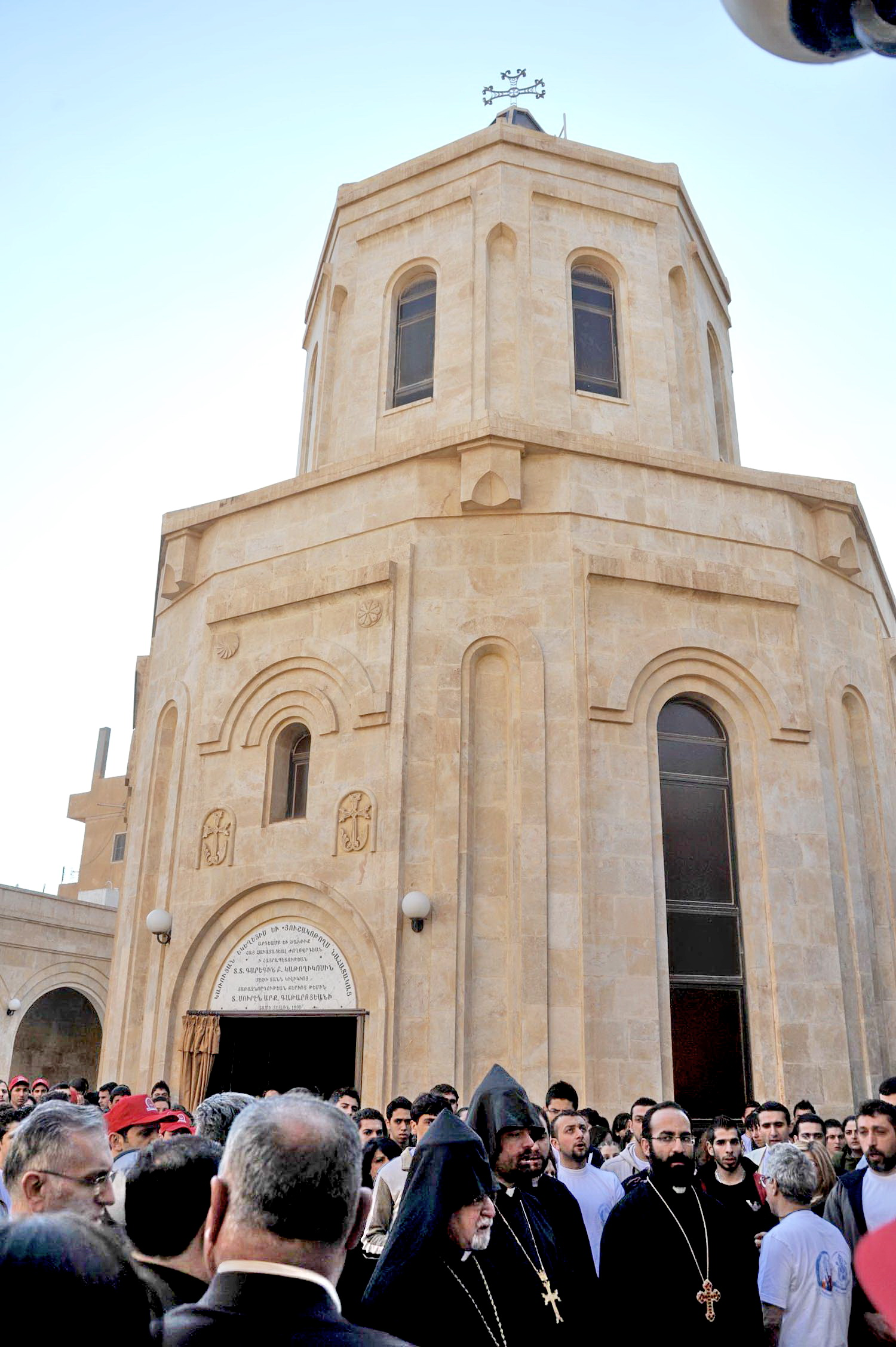
Мемориал геноцида армян в Дейр-эз-Зоре
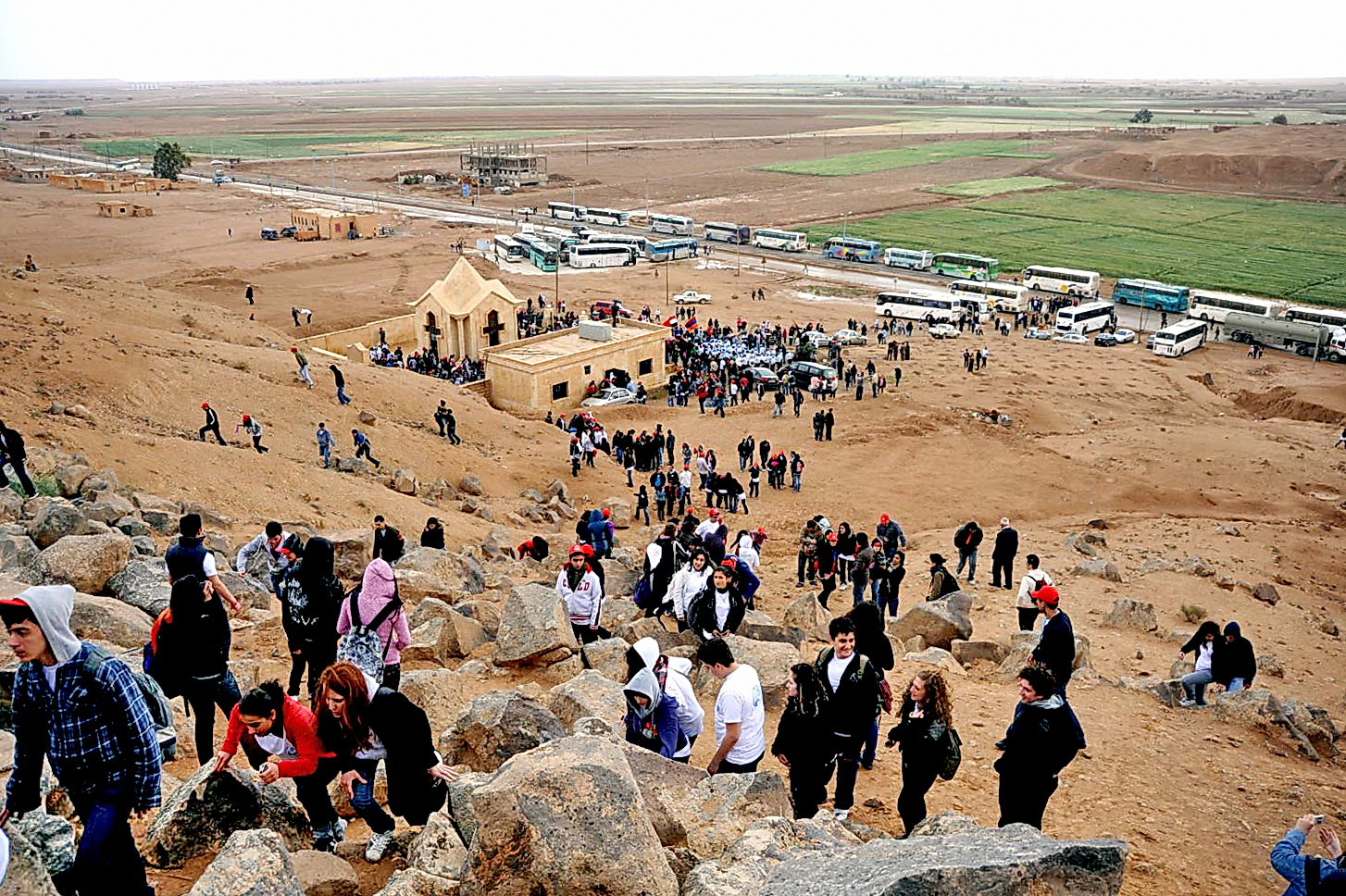
Часовня Сурб Арутюн (Свято-Воскресенская) в селе Маргадех